# نظام الملك (مهتار شترال)
نظام الملك (1 كانون الثاني 1861 - 1 كانون الثاني 1895) كان مهتار ولاية شترال الأميرية وحكمها من عام 1892 حتى اغتياله في عام 1895.

## السيرة
وُلِد وهو الابن الثالث لأمان الملك [الإنجليزية]. عند وفاة والده في 30 آب 1892، كان نظام الملك بعيدًا عن شيترال، حيث كان يشغل منصب حاكم وادي ياسين [الإنجليزية]. أثناء غيابه، استولى شقيقه الأصغر أفضل الملك على منصبه الشرعي وتولى منصب المهتار، وهو ما اعترفت به حكومة الهند. لجأ نظام الملك إلى جيلجيت، حيث لجأ إلى الوكيل البريطاني المتمركز في المنطقة. انتقلت الخلافة من أفضل الملك إلى عمه شير أفضل، الذي طرده من شترال في عام 1893، وتولى منصب المهتار.
عند رحيله، أرسل العقيد ألجيرنون دوراند [الإنجليزية]  مدفعين من بطاريات الجبال الكشميرية، و250 بندقية من فوج كشمير، و100 جندي من هونزا (بقيادة همايون بيك) مسلحين ببنادق سنيدر إلى جوبيس، عند مصب وادي ياسين [الإنجليزية]، والذي احتل به ماستوج [الإنجليزية]. وقعت مناوشة بالقرب من دراسان، والتي انتهت لصالح نظام الملك، مما تسبب في فرار شير أفضال والبحث عن ملجأ مع الاسباحسلار الأفغاني في أسمر [الإنجليزية]، بولاية كونار، في أفغانستان. كان أول عمل قام به نظام الملك بعد توليه السلطة هو إرسال طلب إلى جيلجيت للسماح لبعثة بريطانية بزيارته دون تأخير. وقد تم الامتثال لهذا الطلب، وفي كانون الثاني 1893، وصلت مجموعة مكونة من أربعة ضباط، بقيادة جورج سكوت روبرتسون [الإنجليزية] وفرانسيس يونجهاسباند، برفقة خمسين بندقية من الفوج الخامس عشر من السيخ [الإنجليزية]، إلى شيترال.
اُعتُيل في الأول من كانون الثاني عام 1895 في بروز [الإنجليزية] أثناء الصيد على يد شقيقه الأصغر أمير الملك. تقول الأسطورة أنه أثناء الحادثة سقطت عمامة نظام الملك، وعندما توقف لالتقاطها، حاول أمير الملك إطلاق النار عليه. ورغم أن رصاصته أخطأت هدفها، إلا أنه بإشارة من سيده، أطلق أحد أتباعه النار على نظام الملك في ظهره، مما تسبب في وفاته على الفور.